# Tumore a cellule chiare
I tumori a cellule chiare  costituiscono un gruppo eterogeneo di  neoplasie, in maggioranza epiteliali; la grande maggioranza di tali neoplasie sono tumori epiteliali maligni (carcinomi e adenocarcinomi). 
Di per sé non costituiscono un'entità nosologica; lo diventano quando viene specificato anche l'organo di insorgenza e l'istotipo: spesso si tratta di mere varianti di un istotipo di base (ad esempio nell'adenocarcinoma a cellule renali, tipo a cellule chiare). Molte entità nosologiche a cellule chiare sono poco frequenti o rare.

## Epidemiologia
Vedi epidemiologia delle singole entità nosologiche suddivise per organo di origine.
I più comuni tumori a cellule chiare sono gli adenocarcinomi a cellule renali, tipo a cellule chiare (a suo tempo chiamati ipernefromi), che costituiscono la maggioranza dei tumori maligni del rene. 
Molti altri organi sono sede di tumori a cellule chiare, che di regola costituiscono una esigua minoranza delle neoplasie.

## Caratteristiche istopatologiche
Sono accomunati dalla scarsa tingibilità del citoplasma alla colorazione di routine (ematossilina eosina) per accumulo di sostanze scarsamente colorabili o rimosse dal procedimento di inclusione del tessuto. 
Il citoplasma è ricco di colesterolo, trigliceridi e glicogeno.